# Северо-западная лесопромышленная компания
Северо-западная лесопромышленная компания — корпорация целлюлозно-бумажного комплекса России. Штаб-квартира — в Санкт-Петербурге.

## История
Основана в мае 1997 года в Санкт-Петербурге на базе Архангельской фирмы «Лесмаркет» семьи Битковых. Председатель совета директоров — Ирина Биткова, генеральный директор — Игорь Битков.

## Деятельность
Предприятия компании:
- Неманский ЦБК (с 2000)
- Каменногорская фабрика офсетных бумаг
- Вельский завод клееных деревянных конструкций

и др.

## Модернизация
До 2016 года в рамках стратегии развития СЗЛК планирует инвестировать в реконструкцию и модернизацию своих предприятий порядка $300 млн, на осень 2007 года освоено порядка $150 млн из этой суммы:
- Ввод линии по переработке макулатуры на Каменногорской фабрике офсетных бумаг (ноябрь 2005 года);
- Запуск БДМ-9 (ноябрь 2006 года);
- Внедрение бесхлорной технологии TCF-отбелки целлюлозы на Неманском ЦБК в Калининградской области в 2007 году
- 25 октября на Неманском ЦБК состоится запуск немецкой автоматизированной системы ECH Will по производству форматной офисной бумаги и газораспределительной станции.

В дальнейших планах комбината — строительство новой БДМ и когенерационной установки для выработки тепла и электроэнергии (стоимость проекта $120 млн).
Кроме того, планируется построить очистные сооружения и модернизировать варочный отдел на Неманском ЦБК.